# Flor do Caribe
Flor do Caribe é uma telenovela brasileira produzida e exibida pela TV Globo de 11 de março a 13 de setembro de 2013, em 159 capítulos. Substituiu Lado a Lado e foi substituída por Joia Rara, sendo a 81ª "novela das seis" exibida pela emissora.
Teve autoria de Walther Negrão, com colaboração de Alessandro Marson, Fausto Galvão, Júlio Fischer, Suzana Pires e Vinícius Vianna, contou com direção de Teresa Lampreia, Thiago Teitelroit, Fábio Strazzer e João Boltshauser. A direção geral foi de Leonardo Nogueira, com núcleo de Jayme Monjardim.
Contou com as atuações de Henri Castelli, Grazi Massafera, Igor Rickli, Sérgio Mamberti, Duda Mamberti, Suzana Pires, Cláudia Netto e Cacá Amaral nos papeis principais da trama.

## Enredo

O trio de protagonistas da telenovela formado por Henri Castelli, Grazi Massafera e Igor Rickli.

Em 2006, Ester é uma guia de turismo que vive em Vila dos Ventos, uma cidade próxima a Natal, no Rio Grande do Norte.  Lá, ela tem um amor desde a adolescência com Cassiano, um piloto da Força Aérea Brasileira que trabalha na Base Aérea de Natal. Entretanto, Alberto, melhor amigo de infância dos dois e também apaixonado por Ester, arma um plano para separar a amada de Cassiano.  Ele pede ao amigo para entregar uma encomenda de diamantes para Dom Rafael, um cliente seu na Guatemala. Este cliente, na verdade, é um chefe da máfia e prende Cassiano no Caribe para trabalhar como escravo em uma mina de diamantes; no Brasil ele é dado como desaparecido. Ao longo do tempo, Ester descobre-se grávida de Cassiano. Abalada pela suposta morte do amado e seduzida por Alberto, ela acaba se casando com o vilão.
Sete anos depois, Cassiano consegue fugir da mina e volta á Vila dos Ventos disposto a reconquistar sua amada e fazer justiça contra Alberto, cada vez mais poderoso com o império dos Albuquerque, antes governado pelo seu avô, o prepotente Dionísio. O empresário, avô de Alberto, criou o neto após a morte de seus pais e guarda um grande segredo envolvendo o pai de Ester, o judeu Samuel, homem simplório e justo casado com a discreta Lindaura. Juliano é um simples pescador filho adotivo do ex-seminarista Quírino, o misterioso faz-tudo dos Albuquerque, e enteado de Doralice, moça correta que trabalha como copeira também na mansão dos Albuquerque. Juliano vive dos peixes, porém tem sua vida mudada ao se envolver com a bióloga Natália, uma moça elegante que se muda de São Paulo para a Vila dos Ventos junto das filhas Mila e Carol. O romance dos dois vai gerar grande alvoroço no vilarejo, devido à diferença de idade entre eles, além de mudanças nas atitudes da filha mais velha de Natália, Ludmila, uma moça descolada que não aceita que a mãe namore um homem da sua idade. Além de Ludmila, outro empecilho surgirá na vida do casal: Reynaldo, ex-marido de Natália e pai das meninas, se muda para a vila disposto a reconquistá-la, usando de todas as armas para separar os dois, contando com a ajuda da filha mais velha.
Outros núcleos vão ganhando contorno como o dos amigos Amadeu, Ciro e Rodrigo, amigos de Cassiano e colegas de trabalho dele na Base Aérea de Natal, que disputam o amor da tenente Isabel. Além dos tenentes, a trama apresenta também a alegre Taís, irmã de Cassiano, que cuida de sua família depois do sumiço repentino do irmão, e acaba se envolvendo com o mau-caráter Hélio. A jovem é amiga do caipira Candinho, que vende o leite de sua cabra de estimação, de porta em porta. Neto da cangaceira Veridiana, é um jovem de boa índole e com espírito de criança, que foi abandonado pela mãe e desconhece o pai, tendo sido criado pela avó e os irmãos Dadá e Lino. Hélio é um jovem interesseiro e ambicioso que diferente do pai, o experiente pescador Donato, não quer ter a vida simples dele e nem da mãe, a batalhadora Bibiana, chegando ao ponto de passar por cima dos mesmos e trabalhar para o perigoso Dionísio Albuquerque. Ainda na história tem Amaralina, uma jovem aventureira que roda o mundo atrás de seu avô, que nunca chegou a conhecer. O que ela não imagina é que seu avô, é Duque, um misterioso homem que é obrigado a trabalhar nas minas de diamantes e acaba fazendo amizade com seu colega de trabalho, Cassiano.

## Elenco
| Intérprete              | Personagem                               |
| ----------------------- | ---------------------------------------- |
| Henri Castelli          | Cassiano Soares                          |
| Grazi Massafera         | Ester Schneider                          |
| Igor Rickli             | Alberto Albuquerque                      |
| Sérgio Mamberti         | Dionísio Albuquerque / Klaus Wagner      |
| Dudu Azevedo            | Tenente Amadeu de Assis                  |
| Thaíssa Carvalho        | Tenente Isabel Amélia de Moura           |
| Sthefany Brito          | Amaralina de Charlain / Edwiges Cristina |
| Thiago Martins          | Tenente Rodrigo Almeida                  |
| Max Fercondini          | Tenente Ciro Martins                     |
| Tainá Müller            | Ludmila Villalba (Mila)                  |
| Raphael Viana           | Hélio Raimundo Alves da Silva            |
| Daniela Escobar         | Natália Fonseca                          |
| Bruno Gissoni           | Juliano Pereira                          |
| Ângela Vieira           | Lindaura Schneider                       |
| Juca de Oliveira        | Samuel Achcar Schneider                  |
| José Loreto             | Francisco Cândido Trindade (Candinho)    |
| Débora Nascimento       | Taís Soares                              |
| Cacá Amaral             | Francisco Soares (Seu Chico)             |
| Bete Mendes             | Olívia Soares                            |
| Laura Cardoso           | Veridiana Trindade                       |
| José Henrique Ligabue   | Virgulino Trindade (Lino)                |
| Maria Joana             | Maria Carolina Fonseca (Carol)           |
| Jean Pierre Noher       | Duque                                    |
| Aílton Graça            | Quirino Pereira                          |
| Rita Guedes             | Doralice Pereira                         |
| Inez Viana              | Maria Adília Trindade                    |
| Licurgo Spinola         | Comandante Franco Mantovani              |
| Marcos Winter           | Reynaldo Fonseca                         |
| Patrícia Naves          | Yvete Macedo                             |
| Rafael Almeida          | Rodolpho Rosemberg (Paçoquinha)          |
| Viviane Victorette      | Marinalva                                |
| Cláudia Netto           | Guiomar Albuquerque                      |
| Cyria Coentro           | Beatriz da Silva (Bibiana)               |
| Luiz Carlos Vasconcelos | Donato da Silva                          |
| Fernanda Pontes         | Vanessa                                  |
| Livian Aragão           | Maria José da Silva (Marizé)             |
| Igor Cotrim             | Dr. Diego Mattos                         |
| Mariza Marchetti        | Drª. Márcia                              |
| César Troncoso          | Dom Rafael Hernandez Bonilla             |
| Moro Anghileri          | Cristal                                  |
| Martha Nieto            | Amparo                                   |
| Gisele Alves            | Zuleika (Zuzu)                           |
| Renata Roberta          | Dadá Trindade                            |
| Vitor Figueiredo        | Samuel Schneider Soares (Samuca)         |
| Serena Lovatel          | Laura Schneider Albuquerque (Laurinha)   |
| Vitória Lovatel         | Laura Schneider Albuquerque (Laurinha)   |
| Renzo Aprouch           | William                                  |

### Participações especiais
| Intérprete            | Personagem                                   |
| --------------------- | -------------------------------------------- |
| Suzana Pires          | Aurora Gutierrez                             |
| Suzana Pires          | Safira Gutierrez (flashbacks)                |
| Elias Gleizer         | Manolo Gutierrez                             |
| Gésio Amadeu          | Alaor                                        |
| Felipe Simas          | Pedrão                                       |
| Eike Duarte           | Cassiano (jovem)                             |
| Duda Mamberti         | Dionísio Alburquerque / Klaus Wagner (jovem) |
| Cinara Leal           | Nicole                                       |
| Helena Varvaki        | Sra. Schneider                               |
| Stephane Dosse        | Sr. Josef Schneider                          |
| Josie Pessoa          | Kátia                                        |
| Sabrina Petraglia     | Simone                                       |
| Karen Brusttolin      | Nina                                         |
| Cintia Cordeiro       | Professora Irene                             |
| Pablo Mothé           | Felipe (Lipe)                                |
| Cássio Pandolfo       | Padre confessor de Dom Rafael no RJ          |
| Irene Atienza         | Cantora                                      |
| Ana Carolina Carvalho | Marizé (criança)                             |
| Arthur Dias           | Samuel (criança)                             |
| André Salvador        | Delegado Rocha                               |
| Camilla Carandino     | Teresa                                       |
| Carol Magno           | Vivi                                         |
| Janine Salles         | Lulu                                         |
| Julio Souto           | Bombom                                       |
| Júlia Ruiz            | Sheila                                       |
| Marisa Melo           | Mirna                                        |
| Michelle Moraes       | Jandira                                      |
| Orion Ximenes         | Tainha                                       |
| Willean Reis          | Marcelino                                    |
| Ana Paula Bouzas      | Dirce                                        |
| Betty Erthal          | Madre Superiora                              |
| Carlos Vieira         | Muniz                                        |
| Carol Picchi          | Dalila                                       |
| Cláudio Mendes        | Argemiro Castro                              |
| Gabriel Kaufmann      | Mateus                                       |
| Henrique Taxman       | Eric                                         |
| Bruno Giordano        | Advogado                                     |
| Jonas Mello           | Arruda                                       |
| Kito Junqueira        | Dr. Otávio                                   |
| Dadá Coelho           | Jurema Batista                               |
| Leandro Hassum        | Jeff Glam                                    |
| Marcio Rosario        | Ramiro                                       |
| Maria Pompeu          | Recepcionista do hotel                       |
| Nicolle Castro        | Ester (jovem)                                |
| Norberto Presta       | Gonzalo                                      |
| Ravel Cabral          | Jonas                                        |
| Rosana Garcia         | Marilize (assistente social)                 |
| Saulo Rodrigues       | Miguel                                       |
| Silvio Matos          | Padre do casamento de Ester e Cassiano       |
| Simone Soares         | Regina                                       |
| Theresa Amayo         | Rosa                                         |
| Tico Cardoso          | Lira                                         |
| Tina Kara             | Irmã Júlia                                   |
| Wilson Rabelo         | Silvestre                                    |
| Zé Carlos Machado     | Juiz da Guarda de Laura                      |
| Felipe Roque          | Turista                                      |
| Rejane Zilles         | Médica                                       |
| Fred                  | Ele mesmo                                    |

## Produção
Teve o título provisório de O Caribe é Aqui. A trama teve gravações realizadas em dezembro de 2012 no Rio Grande do Norte, em pontos como a cidade de Baía Formosa, a Praia de Pipa, a Base Aérea de Natal, o Forte dos Reis Magos e as dunas de Genipabu. Além disso, em janeiro de 2013, houve gravações na Guatemala, em pontos turísticos e nas florestas tropicais do país. A trilha sonora foi divulgada antes mesmo da estreia da novela.

## Recepção

### Audiência
Exibição original
O primeiro capítulo teve uma média de 18 pontos, mesmo índice de sua antecessora. Em seu segundo capítulo registrou uma queda em relação a estreia e marcou 17 pontos.
A telenovela obteve seu primeiro recorde de audiência, no dia 1º de abril, com média de 24 pontos de audiência, capítulo no qual Cassiano (Henri Castelli) e Duque (Jean Pierre Noher) conseguem fugir do cativeiro, índice repetido no dia 3 de abril. No capítulo exibido, no dia 9 de abril, voltou a bater recorde de audiência, obtendo 25 pontos de média e 52% de share, índice repetido no dia 24 de junho.
No capítulo exibido no dia 26 de junho, a novela obteve seu melhor desempenho até então, obtendo 28 pontos de média, superando a audiência da trama das sete Sangue Bom, que registrou 27 pontos no mesmo dia. No dia seguinte, Flor do Caribe obteve sua segunda melhor audiência desde a estreia, 27 pontos de média, voltando a superar a audiência de Sangue Bom, que desta vez marcou 26 pontos. No último capítulo, exibido em 13 de setembro de 2013, Flor do Caribe registrou média de 21 pontos e picos de 25 pontos, segundo os dados consolidados do Ibope na Grande São Paulo.
Sua média geral é de 21 pontos de audiência, apesar de estar abaixo da meta estabelecida pela TV Globo é considerada uma boa audiência. Além disso, a trama também bateu recorde de ações de merchandising, contratadas para o mês de agosto de 2013, se computando toda a teledramaturgia da TV Globo, fato inédito, principalmente em se tratando de uma novela das seis. Em Portugal, a telenovela se tornou a mais vista da TV paga.
Reprise
O primeiro capítulo consolidou 21,7 pontos, 3,3 pontos a mais que a sua estreia em 2013. O segundo capítulo registrou 21,5 pontos. Assim como na exibição original, a novela oscilou entre 20 e 22 pontos, recuperando o público perdido pela antecessora Novo Mundo.
Bateu recorde em 29 de outubro de 2020 com 23,7 pontos, chegando a picos de 26 com as cenas do resgate de Cassiano (Henri Castelli). Em 17 de novembro de 2020, bate recorde com 23,8 pontos com a cena em que Ester (Grazi Massafera) é humilhada por Alberto (Igor Rickli).
Sua menor audiência foi registrada em 30 de janeiro de 2021 com 14,1 pontos, ficando inclusive em segundo lugar isolado, o que não acontecia desde Espelho da Vida (2018). O motivo foi o confronto contra a Final da Copa Libertadores da América de 2020, exibido pelo SBT. Durante a exibição da novela, a concorrente registrou 26,3 pontos, chegando a picos de 32,1.
O último capítulo registrou 21,8 pontos. A novela teve média geral de 20 pontos, dessa vez ficando dentro da meta do horário das 18h.

### Prêmios e indicações
| Ano  | Prêmio                    | Categoria               | Indicação             | Resultado | Ref    |
| ---- | ------------------------- | ----------------------- | --------------------- | --------- | ------ |
| 2013 | Prêmio Extra de Televisão | Melhor Novela           | Walther Negrão        | Indicado  | [ 43 ] |
| 2013 | Prêmio Extra de Televisão | Melhor Ator Coadjuvante | José Loreto           | Indicado  | [ 43 ] |
| 2013 | Prêmio Extra de Televisão | Melhor Ator Revelação   | José Henrique Ligabue | Indicado  | [ 43 ] |
| 2013 | Prêmio Extra de Televisão | Melhor Ator/atriz Mirim | Victor Figueiredo     | Indicado  | [ 43 ] |
| 2013 | Prêmio Quem de Televisão  | Melhor Ator             | Sérgio Mamberti       | Indicado  | [ 44 ] |
| 2013 | Prêmio Quem de Televisão  | Melhor Autor de TV      | Walther Negrão        | Indicado  | [ 44 ] |
| 2013 | Melhores do Ano           | Melhor Ator Revelação   | Igor Rickli           | Indicado  |        |
| 2014 | Troféu Internet           | Melhor Novela           | Walther Negrão        | Indicado  |        |
| 2014 | Troféu Internet           | Melhor Atriz            | Grazi Massafera       | Indicado  |        |
| 2014 | Prêmio Contigo! de TV     | Ator de Novela          | Henri Castelli        | Indicado  |        |
| 2014 | Prêmio Contigo! de TV     | Revelação da TV         | Igor Rickli           | Indicado  |        |

## Música

### Nacional
A trilha sonora nacional foi lançada em maio de 2013 e contém a seguintes faixas:
Capa: Grazi Massafera
| N.º | Título                                 | Música                                 | Personagem                     | Duração |  |
| 1.  | "Luz Acesa"                            | Ana Carolina                           | Taís e Mantovani               |         |  |
| 2.  | "Em Paz" (part. 5 a Seco)              | Maria Gadu                             | Abertura                       |         |  |
| 3.  | "Feito Pra Acabar"                     | Marcelo Jeneci                         | Ester, Cassiano e Alberto      |         |  |
| 4.  | "Dona de Sete Colinas"                 | Alceu Valença                          | Ester                          |         |  |
| 5.  | "Miragem"                              | Dani Black                             | Doralice e Quirino             |         |  |
| 6.  | "Canção da Terra" (part. Pedro Munhoz) | O Teatro Mágico                        | Locação: Vila dos Ventos       |         |  |
| 7.  | "Ponte" (part. Marcus Viana)           | Paula Fernandes                        | Donato                         |         |  |
| 8.  | "Cuida de Mim (Dreaming Of You)"       | Tânia Mara                             | Ester e Cassiano               |         |  |
| 9.  | "Era Só Pra Ser"                       | Maurício Manieri                       |                                |         |  |
| 10. | "Cacos de Amor" (part. Zizi Possi)     | Luiza Possi                            | Ester e Cassiano               |         |  |
| 11. | "Valsa do Adeus"                       | Rafael Almeida                         | Paçoquinha e Marinalva         |         |  |
| 12. | "Face de Narciso"                      | Jorge Vercillo                         | Alberto                        |         |  |
| 13. | "Sorriso de Luz" (part. Djavan)        | Gilson Peranzzetta                     | Carol e Lino                   |         |  |
| 14. | "A Canção Que Faltava"                 | Isabella Taviani                       | Natália e Juliano              |         |  |
| 15. | "Primeiro Raio de Sol"                 | Banda Nego Joe                         | Amadeu, Ciro, Rodrigo e Isabel |         |  |
| 16. | "Minha Vida é Te Amar"                 | Elba Ramalho                           | Donato e Bibiana               |         |  |
| 17. | "Xote das Meninas"                     | Cheiro de Amor                         | Dadá                           |         |  |
| 18. | "Rainha"                               | Maciel Melo, Naná Vasconcelos e Xangai | Lindaura                       |         |  |

### Internacional
Capa: Henri Castelli
| N.º | Título                                    | Música                         | Personagem                   | Duração |  |
| 1.  | "Blues de Mar"                            | Gaby Moreno                    | Guiomar e Duque              |         |  |
| 2.  | "Es Por Ti"                               | Juanes                         | Ester e Casiano              |         |  |
| 3.  | "Love is a Verb"                          | John Mayer                     | Isabel e Amadeu              |         |  |
| 4.  | "Bottom Of The Sea"                       | Matt Nathanson                 | Taís e Hélio                 |         |  |
| 5.  | "Mi Noiva Se Me Poniendo Vieja"           | Ricardo Arjona                 |                              |         |  |
| 6.  | "Sabia Manera"                            | Juan Luis Guerra               |                              |         |  |
| 7.  | "Like a Rose"                             | Maria Gadú                     | Natália e Juliano            |         |  |
| 8.  | "It´s a Fluke"                            | Tiago Iorc                     | Carol e Lino                 |         |  |
| 9.  | "If"                                      | Sam Harris                     | Festas                       |         |  |
| 10. | "Quedate"                                 | Blank e Jones Moonshine Mix    | Cristal                      |         |  |
| 11. | "Invisible"                               | Pet Shop Boys                  | Locação:Boate Flor do Caribe |         |  |
| 12. | "The Reason of My smile"                  | Kevin White                    | Amarilna e Rodrigo           |         |  |
| 13. | "Holocene"                                | Jesuton                        |                              |         |  |
| 14. | "Inmensidad"                              | Mystic Diversions e Farias     |                              |         |  |
| 15. | "Dreaming About Anoushka"                 | Buddhattitude                  |                              |         |  |
| 16. | "La Chica de Ipanema (Garota de Ipanema)" | Jarabe de Palo e Tere Bautista | Mila                         |         |  |
| 17. | "Nostalgia Pasajera"                      | Antônio Villeroy               |                              |         |  |

## Exibição
No dia 20 de junho de 2013, a novela não foi exibida, devido aos protestos e manifestações em todo o Brasil, com transmissão ao vivo pela TV Globo. A novela deixou de ser exibida novamente no dia 26 de julho do mesmo ano, em virtude da Jornada Mundial da Juventude de 2013 e a cobertura dos eventos que marcaram a vinda do Papa Francisco ao Brasil, a trama, que fecharia com 161 capítulos, fechou com 159.

### Reprise
Uma reprise especial foi exibida de 31 de agosto de 2020 a 26 de fevereiro de 2021 no horário das 18h, em 155 capítulos, substituindo Novo Mundo e sendo substituída pela exibição especial de A Vida da Gente. Devido à pandemia de Covid-19, as gravações e estreia da novela inédita Nos Tempos do Imperador, foram adiadas para o segundo semestre de 2021.

### Outras mídias
Em 26 de junho de 2023, foi disponibilizada pelo Globoplay como parte do Projeto Originalidade, com a atualização para o formato de exibição original; com o formato de imagem restaurado em Full HD, além de aberturas, vinhetas de intervalo e encerramento originais.

### Exibição Internacional
Flor do Caribe foi licenciada para países como Portugal, Guatemala, Nicarágua, República Dominicana, Peru, Paraguai, Panamá, Uruguai, El Salvador, Chile, Honduras, além da Coreia do Sul.
| Exibição pelo mundo  | Exibição pelo mundo | Exibição pelo mundo    | Exibição pelo mundo     | Exibição pelo mundo     | Exibição pelo mundo | Exibição pelo mundo | Exibição pelo mundo |
| País                 | Canal               | Título local           | Estreia                 | Final                   | Horário semanal     | Hora                | Ref.                |
| -------------------- | ------------------- | ---------------------- | ----------------------- | ----------------------- | ------------------- | ------------------- | ------------------- |
| Brasil               | TV Globo            | Flor do Caribe         | 11 de março de 2013     | 13 de setembro de 2013  | Segunda a Sábado    | 18:20               | —                   |
| São Tomé e Príncipe  | TVS                 | Flor do Caribe         | 18 de março de 2013     | 20 de setembro de 2013  | Segunda a Sábado    | 18:20               | —                   |
| Portugal             | Globo Portugal      | Flor do Caribe         | 19 de maio de 2014      | 14 de setembro de 2014  | Segunda a Domingo   | 20:00               | —                   |
| Peru                 | ATV                 | Flor del Caribe        | 19 de maio de 2014      | 31 de outubro de 2014   | Segunda a Sexta     | 22:00               | —                   |
| Uruguai              | Teledoce            | Flor del Caribe        | 4 de agosto de 2014     | 22 de janeiro de 2015   | Segunda a Sexta     | 19:001              | —                   |
| Paraguai             | SNT                 | Flor del Caribe        | 2 de setembro de 2014   | 17 de fevereiro de 2015 | Segunda a Sexta     | 22:00               | —                   |
| Hungria              | RTL2                | Karibi Szerelem        | 8 de setembro de 2014   | 20 de fevereiro de 2015 | Segunda a Sexta     | 14:40               | [ 53 ]              |
| Argentina            | Telefe              | Flor del Caribe        | 30 de setembro de 2014  | 5 de janeiro de 2015    | Segunda a Sexta     | 16:30               | —                   |
| Guatemala            | Guatevisión         | Flor del Caribe        | 13 de outubro de 2014   | 20 de novembro de 2015  | Segunda a Sexta     | 19:00               | —                   |
| Costa Rica           | Teletica            | Flor del Caribe        | 20 de outubro de 2014   | 9 de abril de 2015      | Segunda a Sexta     | 11:00               | [ 54 ]              |
| El Salvador          | TCS Canal 4         | Flor del Caribe        | 20 de outubro de 2014   | 13 de abril de 2015     | Segunda a Sexta     | 13:00               | —                   |
| Coreia do Sul        | TeleNovela          | 캐리비안 플라워        | 17 de novembro de 2014  | 12 de janeiro de 2016   | Segunda2            | 16:003              | [ 55 ]              |
| Argentina            | Canal 9             | Flor del Caribe        | 18 de novembro de 2014  | 22 de maio de 2015      | Segunda a Sexta     | 14:45               | [ 56 ]              |
| Chile                | Canal 13            | Flor del Caribe        | 26 de novembro de 2014  | 27 de fevereiro de 2015 | Segunda a Sexta     | 15:454              | —                   |
| Arménia              | Armenia 2           | Կարիբյան Ծաղիկը        | 30 de março de 2015     | 15 de setembro de 2015  | Segunda a Sexta     | 18:30               | [ 57 ]              |
| Romênia              | Acasă TV            | Floarea din Caraibe    | 16 de julho de 2015     | 15 de novembro de 2015  | Segunda a Domingo   | 22:00               | [ 58 ]              |
| Nicarágua            | Televicentro        | Flor del Caribe        | 20 de julho de 2015     | 5 de janeiro de 2016    | Segunda a Sexta     | 20:00               | [ 59 ]              |
| França               | RFO5                | Fleurs Caraïbes        | 24 de agosto de 2015    | 30 de outubro de 2015   | Seg, Ter, Qui e Sex | 13:006              | [ 60 ]              |
| Honduras             | VTV                 | Flor del Caribe        | 31 de agosto de 2015    | 19 de fevereiro de 2016 | Segunda a Sexta     | 22:00               | [ 61 ]              |
| República Dominicana | Tele Antillas       | Flor del Caribe        | 5 de outubro de 2015    | 25 de março de 2016     | Segunda a Sexta     | 14:00               | [ 62 ]              |
| Estados Unidos       | Pasiones            | Flor del Caribe        | 27 de outubro de 2015   | 19 de abril de 2016     | Segunda a Sexta     | 21:007              | [ 63 ]              |
| Porto Rico           | Pasiones            | Flor del Caribe        | 27 de outubro de 2015   | 19 de abril de 2016     | Segunda a Sexta     | 21:008              | [ 63 ]              |
| Namíbia              | Mzansi Magic        | Caribbean Flower       | 14 de dezembro de 2015  | 27 de maio de 2016      | Segunda a Sexta     | 12:309              | [ 64 ]              |
| África do Sul        | Mzansi Magic        | Caribbean Flower       | 14 de dezembro de 2015  | 27 de maio de 2016      | Segunda a Sexta     | 15:30               | [ 64 ]              |
| Botsuana             | Mzansi Magic        | Caribbean Flower       | 14 de dezembro de 2015  | 27 de maio de 2016      | Segunda a Sexta     | 15:30               | [ 64 ]              |
| Lesoto               | Mzansi Magic        | Caribbean Flower       | 14 de dezembro de 2015  | 27 de maio de 2016      | Segunda a Sexta     | 15:30               | [ 64 ]              |
| Malawi               | Mzansi Magic        | Caribbean Flower       | 14 de dezembro de 2015  | 27 de maio de 2016      | Segunda a Sexta     | 15:30               | [ 64 ]              |
| Moçambique           | Mzansi Magic        | Caribbean Flower       | 14 de dezembro de 2015  | 27 de maio de 2016      | Segunda a Sexta     | 15:30               | [ 64 ]              |
| Essuatíni            | Mzansi Magic        | Caribbean Flower       | 14 de dezembro de 2015  | 27 de maio de 2016      | Segunda a Sexta     | 15:30               | [ 64 ]              |
| Zimbabwe             | Mzansi Magic        | Caribbean Flower       | 14 de dezembro de 2015  | 27 de maio de 2016      | Segunda a Sexta     | 15:30               | [ 64 ]              |
| Coreia do Sul        | TeleNovela          | 캐리비안 플라워        | 7 de fevereiro de 2016  | 25 de dezembro de 2016  | Domingo15           | 03:0012             | —                   |
| México               | Azteca Trece        | Flor del Caribe        | 18 de abril de 2016     | 22 de julho de 2016     | Segunda a Sexta     | 16:0011             | [ 65 ]              |
| França               | France Ô            | Fleur Caraïbes         | 4 de maio de 2016       | 29 de julho de 2016     | Segunda a Sexta     | 10:1510             | [ 66 ]              |
| Mónaco               | France Ô            | Fleur Caraïbes         | 4 de maio de 2016       | 29 de julho de 2016     | Segunda a Sexta     | 10:1510             | [ 66 ]              |
| Bélgica              | France Ô            | Fleur Caraïbes         | 4 de maio de 2016       | 29 de julho de 2016     | Segunda a Sexta     | 10:1510             | [ 66 ]              |
| Luxemburgo           | France Ô            | Fleur Caraïbes         | 4 de maio de 2016       | 29 de julho de 2016     | Segunda a Sexta     | 10:1510             | [ 66 ]              |
| Suíça                | France Ô            | Fleur Caraïbes         | 4 de maio de 2016       | 29 de julho de 2016     | Segunda a Sexta     | 10:1510             | [ 66 ]              |
| Honduras             | Pasiones            | Flor del Caribe        | 12 de julho de 2016     | 28 de dezembro de 2016  | Segunda a Sexta     | 17:00               | [ 67 ]              |
| Costa Rica           | Pasiones            | Flor del Caribe        | 12 de julho de 2016     | 28 de dezembro de 2016  | Segunda a Sexta     | 17:00               | [ 67 ]              |
| Guatemala            | Pasiones            | Flor del Caribe        | 12 de julho de 2016     | 28 de dezembro de 2016  | Segunda a Sexta     | 17:00               | [ 67 ]              |
| El Salvador          | Pasiones            | Flor del Caribe        | 12 de julho de 2016     | 28 de dezembro de 2016  | Segunda a Sexta     | 17:00               | [ 67 ]              |
| México               | Pasiones            | Flor del Caribe        | 12 de julho de 2016     | 28 de dezembro de 2016  | Segunda a Sexta     | 18:0016             | [ 67 ]              |
| Peru                 | Pasiones            | Flor del Caribe        | 12 de julho de 2016     | 28 de dezembro de 2016  | Segunda a Sexta     | 18:00               | [ 67 ]              |
| Equador              | Pasiones            | Flor del Caribe        | 12 de julho de 2016     | 28 de dezembro de 2016  | Segunda a Sexta     | 18:00               | [ 67 ]              |
| Colômbia             | Pasiones            | Flor del Caribe        | 12 de julho de 2016     | 28 de dezembro de 2016  | Segunda a Sexta     | 18:00               | [ 67 ]              |
| Venezuela            | Pasiones            | Flor del Caribe        | 12 de julho de 2016     | 28 de dezembro de 2016  | Segunda a Sexta     | 19:00               | [ 67 ]              |
| Bolívia              | Pasiones            | Flor del Caribe        | 12 de julho de 2016     | 28 de dezembro de 2016  | Segunda a Sexta     | 19:00               | [ 67 ]              |
| Paraguai             | Pasiones            | Flor del Caribe        | 12 de julho de 2016     | 28 de dezembro de 2016  | Segunda a Sexta     | 19:0014             | [ 67 ]              |
| Chile                | Pasiones            | Flor del Caribe        | 12 de julho de 2016     | 28 de dezembro de 2016  | Segunda a Sexta     | 19:0013             | [ 67 ]              |
| Argentina            | Pasiones            | Flor del Caribe        | 12 de julho de 2016     | 28 de dezembro de 2016  | Segunda a Sexta     | 20:00               | [ 67 ]              |
| Uruguai              | Pasiones            | Flor del Caribe        | 12 de julho de 2016     | 28 de dezembro de 2016  | Segunda a Sexta     | 20:00               | [ 67 ]              |
| Cabo Verde           | TCV                 | Flôr do Caribe         | 3 de agosto de 2016     | 20 de dezembro de 2016  | Segunda a Sábado    | 19:05               | [ 68 ]              |
| Canadá               | OMNI                | Flor do Caribe         | 8 de agosto de 2016     | 20 de janeiro de 2017   | Segunda a Sexta     | 18:0017             | [ 69 ]              |
| Letónia              | U Channel           | Цветок карибского моря | 19 de junho de 2017     | presente                | Segunda a Sexta     | 21:20               | [ 70 ]              |
| Moldávia             | U Channel           | Цветок карибского моря | 19 de junho de 2017     | presente                | Segunda a Sexta     | 21:20               | [ 70 ]              |
| Rússia               | U Channel           | Цветок карибского моря | 19 de junho de 2017     | presente                | Segunda a Sexta     | 21:20               | [ 70 ]              |
| Bielorrússia         | U Channel           | Цветок карибского моря | 19 de junho de 2017     | presente                | Segunda a Sexta     | 21:20               | [ 70 ]              |
| Arménia              | U Channel           | Цветок карибского моря | 19 de junho de 2017     | presente                | Segunda a Sexta     | 22:20               | [ 70 ]              |
| Cazaquistão          | U Channel           | Цветок карибского моря | 20 de junho de 2017     | presente                | Terça a Sábado      | 00:20               | [ 70 ]              |
| Gana                 | Nina TV             | Caribbean Flower       | 31 de julho de 2017     | presente                | Segunda a Sexta     | 20:50               | [ 71 ]              |
| Libéria              | Nina TV             | Caribbean Flower       | 31 de julho de 2017     | presente                | Segunda a Sexta     | 20:50               | [ 71 ]              |
| Serra Leoa           | Nina TV             | Caribbean Flower       | 31 de julho de 2017     | presente                | Segunda a Sexta     | 20:50               | [ 71 ]              |
| Namíbia              | Nina TV             | Caribbean Flower       | 31 de julho de 2017     | presente                | Segunda a Sexta     | 21:50               | [ 71 ]              |
| Nigéria              | Nina TV             | Caribbean Flower       | 31 de julho de 2017     | presente                | Segunda a Sexta     | 21:50               | [ 71 ]              |
| Botsuana             | Nina TV             | Caribbean Flower       | 31 de julho de 2017     | presente                | Segunda a Sexta     | 22:50               | [ 71 ]              |
| Lesoto               | Nina TV             | Caribbean Flower       | 31 de julho de 2017     | presente                | Segunda a Sexta     | 22:50               | [ 71 ]              |
| Malawi               | Nina TV             | Caribbean Flower       | 31 de julho de 2017     | presente                | Segunda a Sexta     | 22:50               | [ 71 ]              |
| Essuatíni            | Nina TV             | Caribbean Flower       | 31 de julho de 2017     | presente                | Segunda a Sexta     | 22:50               | [ 71 ]              |
| África do Sul        | Nina TV             | Caribbean Flower       | 31 de julho de 2017     | presente                | Segunda a Sexta     | 22:50               | [ 71 ]              |
| Zâmbia               | Nina TV             | Caribbean Flower       | 31 de julho de 2017     | presente                | Segunda a Sexta     | 22:50               | [ 71 ]              |
| Zimbabwe             | Nina TV             | Caribbean Flower       | 31 de julho de 2017     | presente                | Segunda a Sexta     | 22:50               | [ 71 ]              |
| Quénia               | Nina TV             | Caribbean Flower       | 31 de julho de 2017     | presente                | Segunda a Sexta     | 23:50               | [ 71 ]              |
| Sudão                | Nina TV             | Caribbean Flower       | 31 de julho de 2017     | presente                | Segunda a Sexta     | 23:50               | [ 71 ]              |
| Sudão do Sul         | Nina TV             | Caribbean Flower       | 31 de julho de 2017     | presente                | Segunda a Sexta     | 23:50               | [ 71 ]              |
| Tanzânia             | Nina TV             | Caribbean Flower       | 31 de julho de 2017     | presente                | Segunda a Sexta     | 23:50               | [ 71 ]              |
| Uganda               | Nina TV             | Caribbean Flower       | 31 de julho de 2017     | presente                | Segunda a Sexta     | 23:50               | [ 71 ]              |
| Croácia              | HRT 1               | Karipski cvijet        | 14 de junho de 2019     | 2 de dezembro de 2019   | Segunda a Sexta     | 12:30               | [ 72 ]              |
| Portugal             | SIC                 | Flor do Caribe         | 20 de Fevereiro de 2023 | presente                | Segunda a Sexta     | 19:15               | [ 73 ]              |
| Equador              | Ecuavisa            | Flor del Caribe        | Brevemente              | Brevemente              | Brevemente          | Brevemente          | [ 55 ]              |
| Tchecoslováquia      | TV Barrandov        |                        | Brevemente              | Brevemente              | Brevemente          | Brevemente          | [ 74 ]              |

↑1  Exibida entre 20 e 23 de outubro em capítulos de 30 minutos.
↑2  Transferida para Segunda e Terça a partir do dia 18 de maio de 2015.
↑3  Exibida em capítulos duplos. Transferida para as 16:15 em capítulos duplos. Transferida para as 10:30 em capítulos simples a partir do dia 18 de maio de 2015. Transferida para as 11:00 a partir do dia 11 de janeiro de 2016.
↑4  Transferida para as 15:00 a partir do dia 1 de dezembro de 2014.
↑5  Exibida apenas em territórios e departamentos de ultramar da França: Guadalupe, Guiana Francesa, Martinica, Mayotte, Nova Caledónia, Reunião, Polinésia Francesa, São Bartolomeu, São Martinho, São Pedro e Miquelão e Wallis e Futuna pelo canal RFO
↑6  Exibida em capítulos triplos.
↑7  Os dois ultimos capítuos foram exibidos as 21:30 em capítulos de 30 minutos.
↑8  Transferida para as 22:00 a partir do dia 2 de novembro. Transferida para as 21:00 a partir do dia 14 de março. Os dois ultimos capítuos foram exibidos as 21:30 em capítulos de 30 minutos.
↑9  Transferida para as 14:30 a partir do dia 4 de abril.
↑10  O primeiro capítulo foi exibido as 09:30, emitindo três capítulos. Depois foi exibida em capítulos duplos as 10:15.
↑11  Exibida entre 13 e 24 de junho em capítulos duplos. Transferida para às 16:30 a partir do dia 27 de junho de 2016.
↑12  Exibida em capítulos triplos. Transferida para as 04:00 a partir do dia 21 de agosto. Transferida para as 03:00 a partir do dia 23 de outubro em capítulos duplos.
↑13  Transferida para as 20:00 a partir do dia 15 de agosto.
↑14  Transferida para as 20:00 a partir do dia 3 de outubro.
↑15  Transferida para Domingo e Segunda a partir do dia 21 de agosto. Transferida para Domingo a partir do dia 23 de outubro.
↑16  Transferida para as 17:00 a partir do dia 31 de outubro.
↑17 Os cinco ultimos capítuos foram exibidos as 15:00.